# آرکیدیا (نبراسکا)
آرکیدیا(به انگلیسی: Arcadia) شهری در ایالت نبراسکا کشور ایالات متحده آمریکا است که جمعیت آن در سرشماری سال ۲۰۱۰ میلادی، ۳۱۱ نفر بوده‌است.